# راسموس كريستنسن
راسموس كريستنسن (بالدنماركية: Rasmus Lynge Christensen)‏ (12 أغسطس 1991 بالدنمارك - ) هو لاعب كرة قدم دانمركي في مركز الوسط. شارك مع منتخب الدنمارك تحت 17 سنة لكرة القدم ومنتخب الدنمارك تحت 19 سنة لكرة القدم. أما مع النوادي، فقد لعب مع نادي ميتييلاند وFC Fredericia ‏ وHobro IK ‏.

## وصلات خارجية
- راسموس كريستنسن على موقع الاتحاد الأوربي (الإنجليزية)
- راسموس كريستنسن على موقع قاعدة بيانات كرة القدم.إي يو (الإنجليزية)
- راسموس كريستنسن على موقع Soccerway.com (الإنجليزية)